# Selenia giavor
Selenia giavor là một loài bướm đêm trong họ Geometridae.